# ボクシェ
ボクシェ（ポーランド語: Boksze）は、ポーランド北東部、ポドラシェ県セイヌィ郡グミナ・プンスクに位置する村。ボクシャ Boksha、バクシェ Bakshe、ボクシェ Bokshe（イディッシュ語）とも綴られることがあった。

## 出身者
- モリス・ローゼンフェルド